# 次磷酸
次磷酸（化学式：H3PO2）是一种磷的含氧酸，也是一种很强的还原剂。无色、低熔点的晶体，易过冷成粘稠液体，可溶于水、二噁烷和乙醇。虽然次磷酸可以表示为H3PO2，但更准确的表示式为HOP(O)H2，突出了其作为一元酸的特点。
HOP(O)H2（次磷酸）中会含有少量的它的互变异构体HP(OH)2，并保持一定的平衡。这种次要的互变异构体的IUPAC名称为“hypophosphorous acid”，有机衍生物称“亚膦酸”。
次磷酸的羥基被烃基取代后，形成的衍生物HOP(R)R'称为次膦酸。

## 制备
次磷酸盐可由白磷与热碱溶液反应制得。工业一般多用石灰浆（氢氧化钙）作碱，实验室则用氢氧化钡溶液与白磷反应。反应后通二氧化碳除去过量的碱，再过滤、蒸馏、浓缩便得到金属的次磷酸盐。
{\displaystyle {\rm {P_{4}+3OH^{-}+3H_{2}O\rightarrow 3H_{2}PO_{2}^{-}+PH_{3}}}}
次磷酸盐经酸化得到次磷酸。次磷酸钙与硫酸、草酸反应，或次磷酸钡与硫酸反应后过滤，并用乙醚萃取，都可得到较纯的次磷酸溶液。
{\displaystyle {\rm {H_{2}PO_{2}^{-}+H^{+}\rightarrow H_{3}PO_{2}}}}
除此之外，在弱酸性介质中，用磷化氢与碘反应也可以得到次磷酸。一般次磷酸以50%水溶液的形式出售。
{\displaystyle {\rm {PH_{3}+2I_{2}+2H_{2}O\rightarrow H_{3}PO_{2}+4I^{-}+4H^{+}}}}

## 应用
在有机化学中，次磷酸可以将芳香重氮盐Ar-N2+还原为芳香烃Ar-H。将此反应与芳烃的硝化、硝基的还原及重氮化反应联用，可以先向芳环上引入胺基，借助胺基的定位效应，将某个基团引入到芳环的某个位置上去。然后再通过重氮化-还原把胺基除去。
水合次磷酸钠在工业上用作还原剂，尤其是用于在金属、非金属和塑料表面化学镀镍。表面镍层一般为无定形或含10%左右磷的金属镍。加热时可以产生Ni3P从而使镀层硬度增强。除次磷酸盐外，镀液还包含氯化镍（或硫酸镍）、乳酸（配位剂）、苹果酸盐或琥珀酸盐（加速沉积）及铅盐（稳定剂）。
次磷酸可以将碘还原为氢碘酸，而氢碘酸又可以将麻黄碱或伪麻黄碱还原为甲基苯丙胺，也就是所说的冰毒。因此，次磷酸/次磷酸盐被美国司法部缉毒署列为第一类易制毒化学品，购买及使用受到严格管制。 中国大陆易制毒化学品的分类和品种目录中不包含次磷酸及次磷酸盐，但“麻黄素、伪麻黄素、消旋麻黄素、去甲麻黄素、甲基麻黄素、麻黄浸膏、麻黄浸膏粉等麻黄素类物质”都在列。这些都被定为第一类易制毒化学品，受到严格管制。